# تشيوا سايتو
تشيوا سايتو (斎藤千和 سايتو تشيوا) هي مؤدية أصوات يابانية ولدت في 12 مارس 1981 في محافظة سايتاما.

## أدوارها في الأنمي

### مسلسلات أنمي تلفزيونية
- الرقيب كيرورو - ناتسومي هيناتا
- لاست إكسايل - لافي هيد
- لاست إكسايل: فام ذات الأجنحة الفضية - لافي هيد
- R.O.D -THE TV- - أنيتا كينغ
- ون بيس - تشيمني
- باني بوني داش! - ريبيكا مياموتو
- نيغيما!؟ - آنيا، موتسو
- ساموراي 7 - كوماتشي
- باكانو! - كارول
- لاينباريل الحديدي - رايتشل كالفن
- روزاريو + فامباير CAPU2 - كوكوا شوزين
- فتى الرمال - كوسونا
- البدلة المتنقلة جاندام 00 - لويز هاليفي
- البدلة المتنقلة جاندام إيج - ليليا
- سترايك ويتشز - فرانشيسكا لوتشيني
- زومبي-لون - يوتا
- زوكو سايونارا زِتسبو سينسيه - ميرو أوتوناشي
- زان سايونارا زِتسبو سينسيه - «في الأعداد السابقة»
- سول إيتر - كيم ديل
- سول إيتر نوت! - كيم ديل
- برج درواغا 〜the Sword of URUK〜 - مايت ذا فول
- باكيمونوغاتاري - هيتاغي سينجوغاهارا
- نيسيمونوغاتاري - هيتاغي سينجوغاهارا
- سلسلة مونوغاتاري الموسم الثاني - هيتاغي سينجوغاهارا
- تسوكيمونوغاتاري - هيتاغي سينجوغاهارا
- أواريمونوغاتاري - هيتاغي سينجوغاهارا
- حضانة هانامارو - مايومي ياماموتو
- غينتاما - كوريكو ماتسودايرا
- دانس إن ذا فامباير باند - يوكي سايغوسا
- أراكاوا أندر ذا بريدج - ستيلا، كو إيتشينوميا/ريكروت (أيام الطفولة)
- أراكاوا أندر ذا بريدج x بريدج - ستيلا، كو إيتشينوميا/ريكروت (أيام الطفولة)
- ستار درايفر - مامي يانو
- الفتاة الساحرة مادوكا ماجيكا - هومورا أكيمي
- طريق السلام - منار
- دانغانرونبا ذي أنيميشن - آوي أساهينا
- دانغانرونبا 3: نهاية أكاديمية قمة الأمل - آوي أساهينا
- أكاديمية ستيلا للفتيات قسم الثانوية نادي C3 - هونوكا موتسو
- الملعقة الفضية - والدة تاماكو إينادا
- بليزبلو ألتر ميموري - تاوكاكا
- روميو x جولييت - ريجان
- كرة سلة كوروكو - ريكو آيدا
- سورد آرت أونلاين - أليسيا
- لوغ هورايزون - نوريها
- كيوسوغيغا - شوكو، ياكوشيمارو، عشيقة ميوي
- التلميذ المتخلف في ثانوية السحر - مايا يوتسوبا
- سيتوكاي ياكويندومو - أوؤومي
- سيتوكاي ياكويندومو * - أوؤمي
- تشايكا أميرة التابوت - دومينيكا سكودا، فريدريكا
- تشايكا أميرة التابوت AVENGING BATTLE - فريدريكا
- يونا فتاة الفجر - يونا
- غوغوري! كوكوري-سان - إينوغامي الفتاة
- بياض الثلج ذات الشعر الأحمر - كيهارو توغرل
- Rewrite - كوتوري كانبي
- بيرسيرك (2016) - سيركي
- جميلة مثل القمر - ساوري ميزونو
- سايوكي RELOAD BLAST - تاروتشيي
- لورد أوف فيرميليون: الملك القرمزي - تشيو
- حارسات التوجي - تاكيريهيمي

### أنمي الإنترنت
- نينجا سلاير فروم أنيميشن - نانسي لي
- كويوميمونوغاتاري - هيتاغي سينجوغاهارا

### أوفا أنمي
- مردر برنسس - آنا، يونا
- المعلم الساحر نيغيما!: الجناح الأبيض ALA ALBA - آنيا
- المعلم الساحر نيغيما!: عالم آخر - آنيا
- فيت/بروتوتايب - ميسايا ريروكان

### أفلام أنمي
- فيلم بليتش: ميموريز أوف نوبودي - سينّا
- سلسلة أفلام بريك بليد
  - بريك بليد: الفصل الأول «وقت النهوض» - سيغين إيرستر
  - بريك بليد: الفصل الثاني «مفترق الطرق» - سيغين إيرستر
  - بريك بليد: الفصل الثالث «جرح سيف القاتل» - سيغين إيرستر
  - بريك بليد: الفصل الرابع «أرض الكارثة» - سيغين إيرستر
  - بريك بليد: الفصل الخامس «أفق الموت» - سيغين إيرستر
  - بريك بليد: الفصل السادس «حصن الحزن» - سيغين إيرستر
- فيلم البدلة المتنقلة جاندام 00: أ ويكينينج أوف ذا تريلبليزر - لويز هاليفي
- سلسلة أفلام الفتاة الساحرة مادوكا ماجيكا
  - الفتاة الساحرة مادوكا ماجيكا: البداية - هومورا أكيمي
  - الفتاة الساحرة مادوكا ماجيكا: الأبدية - هومورا أكيمي
  - الفتاة الساحرة مادوكا ماجيكا: الثورة - هومورا أكيمي

## أدوارها في ألعاب الفيديو
- بيرسونا 3 فيس - ميتيس
- دراكنغارد 3 - تو
- كيرورو آر بي جي: الفارس والمحارب والقرصان الأسطوري - الأميرة سمر، ناتسومي هيناتا
- دانغانرونبا: تريغر هابي هافوك - آوي أساهينا
- فيت/إكسترا - كاستر (شخصية اللاعب)
- فيت/إكستيلا: ذي أمبرال ستار - تامامو نو ماي
- سلسلة ألعاب بليزبلو
  - بليزبلو كالاميتي تريغر - تاوكاكا
  - بليزبلو كونتينيوم شيفت - تاوكاكا
  - بليزبلو كرونو فانتازما - تاوكاكا
- الفتاة الساحرة مادوكا ماجيكا بورتبل - هومورا أكيمي
- الفتاة الساحرة مادوكا ماجيكا: ذا باتل بنتاغرام - هومورا أكيمي
- بليد آركوس فروم شاينينغ - شاومي
- باكيمونوغاتاري بورتبل - هيتاغي سينجوغاهارا
- إتريان أوديسي أنتولد: ذا ميلينيوم غيرل - شيليكا

## أدوارها في الدبلجة اليابانية
- سلسلة أفلام هاري بوتر
  - هاري بوتر وكأس النار - بادما باتيل
  - هاري بوتر وجماعة العنقاء - بادما باتيل
- مقالب ظريفة - كوب برتنبرغر

## وصلات خارجية
- تشيوا سايتو على موقع IMDb (الإنجليزية)
- تشيوا سايتو على موقع ميوزك برينز (الإنجليزية)
- تشيوا سايتو على موقع قاعدة بيانات الفيلم (الإنجليزية)
- تشيوا سايتو على موقع ANN person (الإنجليزية)